# José Sáenz de Aguirre
José Sáenz de Aguirre (Logroño, 24 marzo 1630 – Roma, 19 agosto 1699) è stato un teologo, cardinale e canonista spagnolo.

## Biografia
Direttore degli studi nel Monastero di San Vincenzo a Salamanca (di cui divenne anche abate), professore di teologia e di Sacra scrittura in quella università, consigliere e segretario dell'Inquisizione, Aguirre è conosciuto specialmente per la sua opera contro la Dichiarazione del clero gallicano del 1682, intitolata: Auctoritas infallibilis et summa Cathedrae sancti Petri, extra et supra concilia quaelibet atque in totam Ecclesiam, denuo stabilita ... adversus Declarationem nomine illustrissimi Cleri Gallicani editam Parisiis, Salamanca 1683. Questa gli valse il cappello cardinalizio (titolo di Santa Maria sopra Minerva). Nella sua nuova qualità Aguirre si adoperò per la condanna del quietismo, come prova la sua corrispondenza con il Bossuet.
Considerato uno dei migliori teologi spagnoli del XVII secolo (molto apprezzato anche dal confratello francese Jean Mabillon, fondatore della diplomatica), dopo essere stato creato cardinale, Aguirre trascorse gli ultimi dodici anni della sua vita a Roma, dedicandosi a opere di erudizione di alto livello. Oltre a dare alle stampe l'edizione postuma della Bibliotheca Hispana Vetus di Nicolás Antonio (1696), pubblicò un'opera di grande importanza per la storia ecclesiastica, la Collectio maxima conciliorum omnium Hispaniae et novi orbis (1693-1694), il suo magnum opus, apprezzato dai migliori teologi e storici del suo tempo. Estratti dell'opera furono pubblicati negli Acta Eruditorum di Lipsia nel 1696.
Dom Edmond Martène, monaco benedettino della Congregazione di San Mauro, gli dedicò nel 1699 i primi due volumi della sua monumentale opera De Antiquis Ecclesiæ ritibus, definendolo "religionis cultor, eruditissimus theologus, pietate non minus quam dignitate eminentissimus princeps".
In filosofia Aguirre fu aristotelico e tomista, ma in teologia cercò di riabilitare Sant'Anselmo; difese l'autorità pontificia contro la Dichiarazione del clero gallicano.
Morì a Roma il 19 agosto 1699, e fu sepolto nella Basilica di San Giacomo degli Spagnuoli.

## Conclavi
Partecipò al conclave del 1689, che elesse papa Alessandro VIII, ed a quello del 1691, che elesse papa Innocenzo XII.

## Opere
Aguirre fu autore di trattati filosofici e teologici, ma scrisse anche preziose opere di storia ecclesiastica, commenti alla teologia di Sant'Anselmo, due volumi di miscellanea, e un libro per dimostrare che il De Imitatione Christi era opera del benedettino Giovanni Gersen.
Le sue principali opere filosofiche sono:
- Philosophia Nova-antiqua ecc., Una difesa di Aristotele e San Tommaso d'Aquino contro i loro avversari (Salamanca, 1671-2-5, 3 in fol.)
- Philosophia Morum ecc. (Salamanca, 1677, Roma, 1698), un commento in quattro volumi all'etica di Aristotele.
- De virtutibus et vitiis disputationes ethicae in quibus disseritur quidquid spectat ad philosophiam moralem ab Aristotele traditam (Salamanca, 1677; 2ª ed., Roma, 1697; 3d ed., Roma, 1717).

Le sue principali opere teologiche sono:
- Un trattato sugli Angeli, in particolare gli Angeli Custodi, che preparò come tesi di dottorato.
- S. Anselmi Theologia, commentariis et disputationibus tum dogmaticis tum scholasticis illustrata (Salamanca, 1678-81, 2ª ed., Roma, 1688-90). Il terzo volume, "De natura hominis pura et lapsa", è polemicamente diretto contro il giansenismo.
- Auctoritas infallibilis et summa Cathedrae Sancti Petri, ecc. (Salamanca, 1683), una erudita confutazione dei quattro articoli della Dichiarazione del Clero gallicano di Francia del 1682.
- (LA) José Aguirre, Notitia Conciliorum Hispaniae, atque novi orbis epistolarum decretalium et aliorum monumentorum sacrae antiquitatis, Salamanca, apud Lucam Perez, 1686. URL consultato il 25 maggio 2019.
- (LA) José Aguirre, Collectio maxima conciliorum omnium Hispaniae et novi orbis, ecc., vol. 1, Roma, typis Joannis Jacobi Komarek Bohemi apud S. Angelum Custodem, 1693. URL consultato il 2 settembre 2019.
- (LA) José Aguirre, Collectio maxima conciliorum omnium Hispaniae et novi orbis, ecc., vol. 2, Roma, typis Joannis Jacobi Komarek Bohemi apud S. Angelum Custodem, 1694. URL consultato il 2 settembre 2019.
- (LA) José Aguirre, Collectio maxima conciliorum omnium Hispaniae et novi orbis, ecc., vol. 3, Roma, typis Joannis Jacobi Komarek Bohemi apud s. Angelum Custodem, 1694. URL consultato il 2 settembre 2019.
- (LA) José Aguirre, Collectio maxima conciliorum omnium Hispaniae et novi orbis, ecc., vol. 4, Roma, typis Joannis Jacobi Komarek Bohemi apud s. Angelum Custodem, 1693. URL consultato il 2 settembre 2019.